# Molly Holly
Molly Holly, pseudonimo di Nora Kristina Greenwald (Forest Lake, 7 settembre 1977), è un'ex wrestler statunitense sotto contratto con la WWE, dove svolge il ruolo di producer.
È nota per aver lottato per molti anni nella World Championship Wrestling e nella World Wrestling Federation/Entertainment, dove ha vinto due volte il WWE Women's Championship e una volta il WWF Hardcore Championship, una delle poche lottatrici della WWE ad aver vinto un titolo maschile. Nel 2021  è stata introdotta nella WWE Hall of Fame.
Mentre lavorava in WCW allenò inoltre molte atlete al WCW Power Plant. Lontana dal wrestling, è molto coinvolta nelle attività della chiesa e spende parte del suo tempo in missioni in Guatemala. 

## Carriera

### Gli inizi
Greenwald iniziò ad allenarsi come lottatrice con Dean Malenko a Tampa (Florida) nel 1997. Il 2 agosto 1997 debuttò nella World Professional Wrestlng Federation con il ring name Starla Saxton. Lottò nel circuito indipendente tra il 1997 e il 1998, vincendo due titoli. Infine sconfisse la detentrice del WPWF Women's Title. Il 21 agosto 1998 sconfisse Malia Hosaka per vincere il New Dimension Wrestling Women's Title, ma lo perse il giorno dopo nel rematch contro la stessa Hosaka.
Fece qualche apparizione sia nella World Championship Wrestling (WCW) con il nome di Starla Sexton sia nella World Wrestling Federation sempre con il ring name di Starla Sexton. In quest'ultma federazione lottò come jobber, sfidando senza successo Jacqueline per il WWF Women's Championship nell'ottobre del 1998 in un episodio di Sunday Night Heat. Nel tardo 1999 feudò brevemente con Bandi Alexander mentre lottava nel circuito indipendente della Florida.

### World Championship Wrestling (1999–2000)
Debuttò nella WCW come Miss Madness nel 1999, neanche 22enne, e divenne una delle vallette di Randy Savage insieme a Gorgeous George e Madusa. Savage chiese a lei e Madusa di allenare quella che poi sarebbe diventata la sua fidanzata nella vita reale, ossia Gorgeous George, con alcuni momenti mandati in onda negli show televisivi della WCW. Questa stable di heel, chiamata Team Madness, interferì in alcuni match a beneficio di Savage. Dietro i riflettori, Nora e Madusa allenarono le altre lottatrici della WCW al WCW Power Plant. Savage poi attaccò Miss Madness licenziandola dal Team Madness nella puntata di WCW Thunder del 22 luglio 1999  insieme a Madusa dopo che iniziarono a combattere e a incolparsi l'un l'altra quando Macho Man perse il titolo. Macho Man tentò di umiliare di nuovo la ragazza nella puntata di Monday Nitro del 2 agosto, ma lei si vendicò rifilandogli un colpo nelle parti intime e lasciando che venisse attaccato da Dennis Rodman. In quel momento cambiò il ring name in Mona e divenne una face, che lottava a piedi nudi in un vestito blu cocktail. Iniziò un mini-feud con Madusa, Little Jeannie e Asya. La WCW rilasciò Greenwald nell'agosto del 2000 per ridurre i costi della federazione.

### World Wrestling Federation/Entertainment (2000–2005)
Dopo aver firmato un contratto con la WWF, fu mandata ad allenarsi nella Memphis Championship Wrestling per lavorare fuori dal ring. Diventò la manager di William Regal e fu conosciuta con il nome di Lady Ophelia. Mentre era lì si confrontò con The Kat, Bobcat e Victoria.

#### Lady Ophelia e The Holly Cousins (2000–2001)
Nel 2000 fece un'altra apparizione nella World Wrestling Federation con la gimmick di Lady Ophelia, lottando in alcuni dark match e facendo da valletta di William Regal. Greenwald, comunque, fece il salto di qualità nella compagnia come Molly Holly, dove si unì al "cugino" Bob Holly e Crash Holly. Al tempo, i cugini Holly furono coinvolti in una rivalità con T & A (Test, Albert e la manager Trish Stratus). L'arrivo di Molly risale all'edizione di Raw del 6 novembre 2000, in cui iniziò una breve rivalità con Stratus, portandola alla prima vittoria televisiva proprio sulla rivale canadese in un Six-Person Intergender Tag Team Match alle Survivor Series. In un match tra Crash Holly e Dean Malenko, Molly distrasse l'arbitro sull'apron ring, interferendo a favore di Crash. Malenko poi baciò energicamente Molly che si fece aiutare per debuttare e vincere contro Trish Stratus prima del match delle Series in un match singolo, ma poi usò la finisher su Malenko, consentendo a Crash di vincere.
Nel 2001 secondo una storyline, Molly ebbe una relazione con Spike Dudley, in contemporanea al feud tra i suoi "cugini" (gli Holly) e i "fratelli" di Spike (i Dudley Boyz). Questa relazione aggiunse un po' di azione alla faida. Un litigio seguente tra lei e Crash li condusse a un intergender match, con Molly che schienò Crash. In alcune interviste degli anni successivi, Greenwald parlò della relazione on-screen con Spike Dudley come il miglior momento della sua carriera.

#### WWE Women's Champion (2002–2003)
Nel settembre del 2001 Molly scaricò Spike per diventare Mighty Molly, la supereroina assistente di The Hurricane. Successivamente lasciò il nuovo alleato per diventare lottatrice singola a tempo pieno, vincendo l'Hardcore Championship dopo aver picchiato The Hurricane con una padella a WrestleMania X8 il 17 marzo 2002 a Toronto. Perse velocemente il titolo contro Christian la sera stessa, dopo essere stata colpita con una porta sulla faccia. Dopo essersi divisa da The Hurricane nell'aprile del 2002, riprese il precedente ring name, Molly Holly. Nuovamente rinominata per il suo ritorno alla World Wrestling Entertainment (WWE), cambiò drasticamente il suo look tagliando i capelli e tingendoseli da biondi a castani, un'immagine che si addiceva meglio al suo nuovo personaggio. Greenwal rese la nuova gimmick simile a quella della fazione Right to Censor, mentre (secondo keyfabe) era spaventata dalle altre Divas della WWE. Durante questa gimmick, e nel ruolo di heel, avrebbe fatto spesso riferimento a se stessa come un essere "puro e salubre". Questo la portò a feudare con la campionessa femminile Trish Stratus, rivalità che condusse Holly a vincere il WWE Women's Championship, sconfiggendo la campionessa a King of the Ring, tenutosi a giugno. Tre mesi dopo, perse il titolo ad Unforgiven proprio contro Stratus. Verso la fine del 2002, Molly si alleò con Victoria e Ivory e insieme si scontrarono con Trish Stratus, Jacqueline e Stacy Keibler in un Christmas Tag Team March nel dicembre 2002.

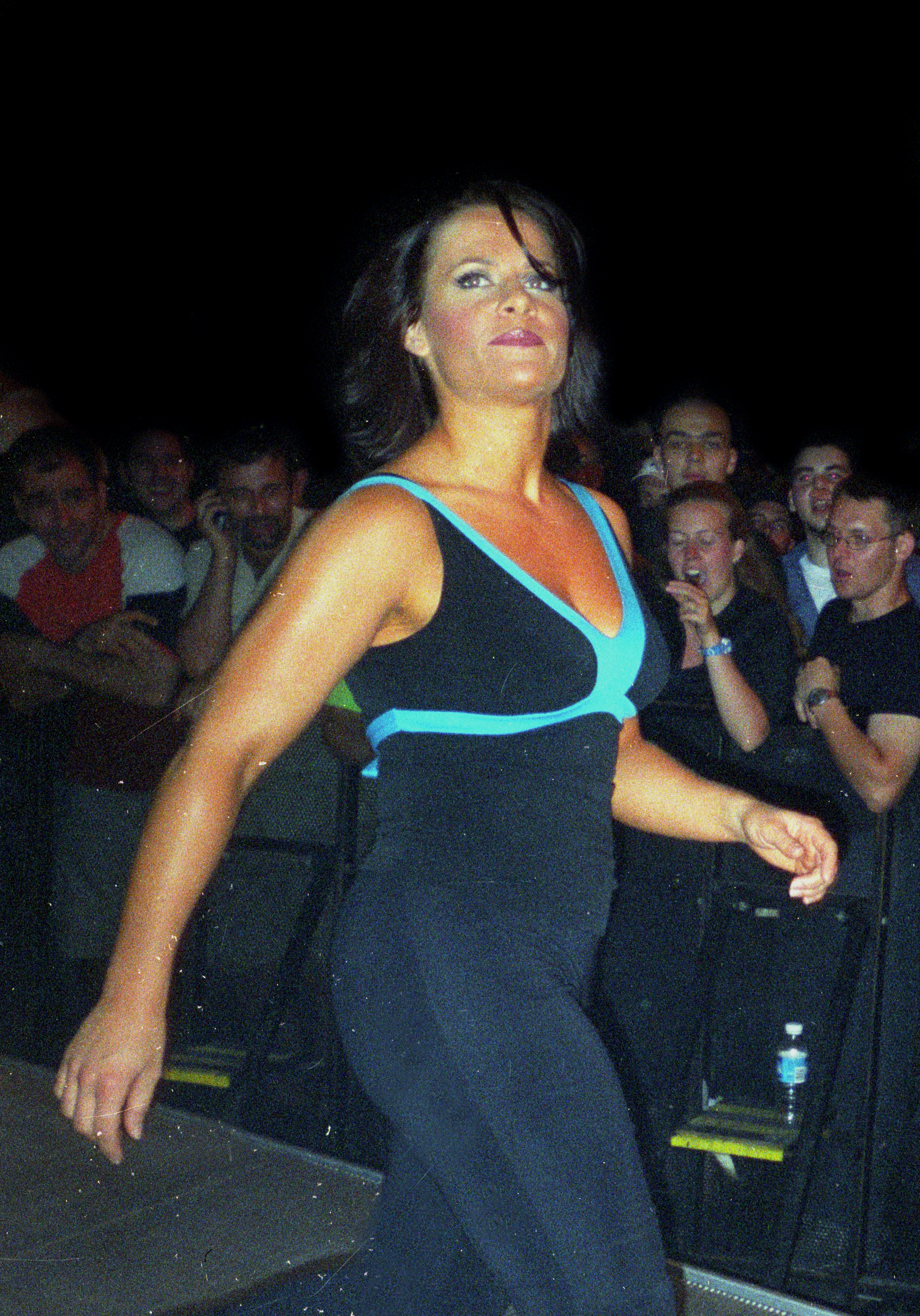
Molly Holly nel 2003

Nel 2003 iniziò una breve faida contro Ivory, scontro che le vide protagoniste in un single match a Bad Blood vinto dall'avversaria. Successivamente, nell'estate del 2003, riuscì a vincere per la seconda volta il Women's Championship contro la campionessa Gail Kim durante la serata di Raw del 28 luglio. Ben presto le due lottatrici si allearono quando Gail Kim passò nella fazione degli heel, e insieme intrapresero una rivalità con Trish Stratus, che non molto tempo dopo fu affiancata dalla rientrante Lita. Holly e Kim persero proprio contro le due nell'edizione 2003 di Unforgiven. Successivamente la campionessa vinse contro la prima contendente al titolo Lita in un match titolato alle Survivor Series e riuscì a battere anche Ivory in un incontro valido per il Women's Championship ad Armageddon.

#### Faida con Victoria e ritiro (2004–2005)
L'inizio del 2004 inaugurò la rivalità tra Molly Holly e Victoria, dopo che quest'ultima effettuò un turn face nella puntata di Raw del 29 dicembre 2003, attaccando Holly sul ring. Il 25 gennaio 2004 Victoria riuscì a battere a Heat la campionessa Molly, in un match non valido per il titolo. Il giorno seguente, nella puntata del 26 gennaio 2004 di Monday Night Raw, Molly in coppia con Jazz si scontrò con Victoria e Lita in un Tag Team Match, che vide Victoria finire nuovamente la campionessa. Holly perse poi il titolo femminile durante la serata di Raw del 23 febbraio 2004, quando fu impegnata in un Fatal Four Way Elimination match contro Victoria, Lita e Jazz: Victoria eliminò Molly per seconda, e vinse il titolo conto Lita. Nella puntata di Raw successiva, Molly, in coppia con Jazz contro Lita e la nuova campionessa Victoria, aggredì quest'ultima, strappandole i capelli fuori dal ring, dopo che Victoria era riuscita a contare Molly e a vincere il match. La faida tra le due lottatrici le portò ad affrontarsi a WrestleMania XX in un Hair vs Title Match, dove ad avere la meglio fu proprio Victoria che difese il titolo e le rasò la testa. Per tale motivo, durante la maggior parte degli show tenutisi nel 2004, la lottatrice si presentò sul ring indossando una parrucca. La wrestler sfruttò l'alleanza con Gail Kim e le due attaccarono la Women's Champion Victoria e Lita a Backlash. Nelle settimane successive Holly e Kim continuarono a battersi contro Victoria e Lita, senza avere la meglio. Holly fu poi sconfitta a Vengeance in un match contro Victoria. Successivamente la lottatrice iniziò una breve alleanza con Trish Stratus e Jazz e durante l'ultimo quadrimestre del 2004 intraprese un breve feud con Stacy Keibler, affrontadola anche in un dancing contest proposto da Keibler.
Nella puntata di Raw del 21 febbraio 2005 prese parte ad un Triple Threat match valido per la cintura femminile contro Victoria e la campionessa Trish Stratus. Quest'ultima ebbe la meglio sulle rivali, difendendo il titolo. L'11 aprile 2005 perse in un tag team match con Trish Stratus contro Victoria e Christy Hemme. Fu il suo ultimo incontro nella federazione, siccome nell'aprile del 2005 decise di abbandonare anticipatamente la WWE, nonostante il suo contratto durasse ancora altri nove mesi. Da allora iniziò a combattere nei circuiti indipendenti.

### Circuito indipendente (2005–2007)
Il 20 novembre 2005, Molly Holly fece la sua prima apparizione pubblica dopo il suo rilascio dalla WWE nella Northern IMPACT Wrestling presso la Veterans of Foreign Wars Hall nella sua città natale, Forest Lake, Minnesota, in cui si occupò anche di firmare gli autografi e vendere copie del suo DVD. Tra il 2005 e il 2007 prese parte a diversi eventi di wrestling, talvolta impegnata anche come arbitro speciale.

### Altre apparizioni in WWE (2007–presente)

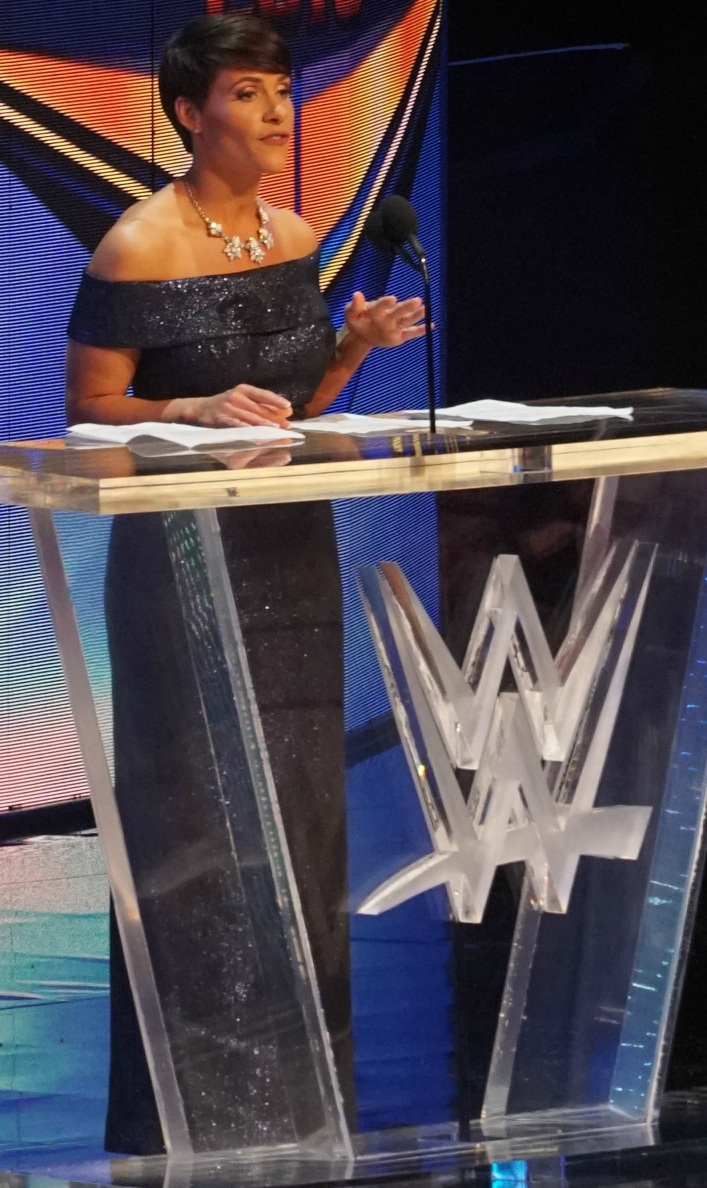
Molly Holly nell'aprile 2018 mentre introduce Ivory nella WWE Hall of Fame

Dopo esser stata rilasciata dalla WWE nell'aprile 2005, Molly Holly è apparsa sporadicamente in alcune occasioni della compagnia. Nel dicembre 2007 apparve nel backstage della puntata dedicata al 15º anniversario di Raw assieme a Mickie James, William Regal e Hornswoggle.
Fece poi un breve ritorno nel 2009, prendendo parte alla Miss WrestleMania Battle Royal tenutasi a WrestleMania XXV, assieme ad altre ex lottatrici della WWE, come Victoria, Torrie Wilson e Miss Jackie. La sua fu la quattordicesima eliminazione, causata da Beth Phoenix.
Il 27 gennaio 2016 apparve durante il WWE Network Program Table for 3 insieme alle wrestler Alundra Blayze e Ivory. Riapparve nel programma il 18 maggio, questa volta insieme a Michelle McCool e Candice Michelle.
Il 28 gennaio 2018, alla Royal Rumble, tornò sul ring della WWE partecipando alla prima Women's Royal Rumble della storia, venendo eliminata da Michelle McCool. Successivamente, il 6 aprile, introdusse una delle sue storiche ex-avversarie, Ivory, nella WWE Hall of Fame. Tornò a combattere il 28 ottobre 2018 al pay-per-view Evolution, prendendo parte alla 20-Women Battle Royal.
Il 26 gennaio 2020 prese parte al Women's royal rumble match, questa volta nelle vesti di Mighty Molly, ma fu eliminata da Bianca Belair.
Apparve nuovamente in WWE durante la puntata Raw Legend Night del 4 gennaio 2021, venendo ripresa nel backstage insieme a I.R.S. e Ric Flair.
Il 10 marzo 2021 venne ufficializzata la sua introduzione nella WWE Hall of Fame. Durante lo stesso anno firmò un ulteriore contratto con la WWE nel ruolo di produttrice.
Nel 2022 partecipò nuovamente al Royal Rumble match femminile dell'omonimo evento con il numero 27, ma fu eliminata da Nikki A.S.H..

## Personaggio

### Mosse finali
- Molly-Go-Round (Diving somersault seated senton)
- Running lariat – 2002
- Twin City Twister (Indian deathlock surfboard)

## Titoli e riconoscimenti
- Cauliflower Alley Club
  - Women's Wrestling Award (2013)
- New Dimension Wrestling
  - NDW Women's Championship (1)
- World Professional Wrestling Federation
  - WPWF Women's Championship (1)
- Women Superstars Uncensored
  - WSU Hall of Fame (Classe del 2010)
- World Wrestling Federation/Entertainment
  - WWE Women's Championship (2)
  - WWF Hardcore Championship (1)
  - WWE Hall of Fame (classe del 2021)

## Nei videogiochi
- WCW Backstage Assault
- WWF SmackDown! Just Bring It
- WWE Raw
- WWE WrestleMania X8
- WWE SmackDown! Shut Your Mouth
- WWE Raw 2
- WWE Day of Reckoning
- WWE SmackDown! vs. Raw
- WWE 2K20
- WWE 2K23
- WWE 2K24
- WWE 2K25